# Trials Rising
Trials Rising ist ein 2½D-Plattform-Rennspiel, das von RedLynx und Ubisoft Kiew entwickelt und von Ubisoft am 26. Februar 2019 veröffentlicht wurde. Der Spieler steuert im Spiel einen Motorradfahrer beim Überqueren von Hindernissen. Es ist die erste Umsetzung der Trials-Serie für eine Nintendo-Konsole.

## Spielprinzip
Der Spieler muss einen Motorradfahrer von Anfang bis Ende eines Parcours steuern. Dabei stehen ihm Hindernisse im Weg, die er durch Vor- oder Zurücklehnen überwinden muss. Sollte der Fahrer vom Motorrad fallen, kann direkt von einem Checkpoint neu gestartet werden. Ziel des Spiels ist es, jeweils eine bestimmte Bestzeit der Strecke zu schlagen und mit möglichst wenig Unfällen ins Ziel zu kommen. Das Spiel bietet auch einen Multiplayer-Modus. Spieler können auf dem gleichen System oder über das Internet gegeneinander antreten. In der Release-Fassung bietet das Spiel über 120 Strecken. Per Downloadable Content sollen noch über 50 weitere Strecken dazukommen.

## Entwicklung
Angekündigt wurde das Spiel in der Ubisoft Pressekonferenz auf der E3 2018. Wie schon bei den Vorgängern ist das finnische Entwicklerstudio RedLynx für die Entwicklung verantwortlich. Unterstützt wird es von Ubisoft Kiew. Vor dem Release am 26. Februar 2019 gab es zwei Beta-Phasen. Eine geschlossene Beta im September 2018 und kurz vor Release eine offene Beta-Phase.
Das Spiel ist in einer Gold-Version erhältlich. Diese enthält neben dem eigentlichen Spiel noch einen Erweiterungspass mit zusätzlichen Strecken und Inhalten sowie ein 16-seitiges Stickerheft.

## Rezeption
Bei Metacritic hat die PS4-Umsetzung derzeit eine Durchschnittswertung von 79 Punkten (von maximal 100). In den Kritiken zum Spiel wurde vor allem gelobt, dass Trials Rising dem Serienkonzept treu bleibt und leicht zu lernen aber im Verlauf schwer zu meistern sei. Auch wurde der große Umfang, der Leveleditor und viel Abwechslung gelobt. Kritisch wurde bewertet, dass der Titel sogenannte Lootboxen, die für echtes Geld verkauft werden, prominent bewirbt. Zudem soll es kleinere technische Probleme wie lange Ladezeiten oder vereinzelte Ruckler im Gameplay geben.

## Vorgänger
Vorgänger des Spiels sind Trials Evolution (2012) und Trials Fusion (2014).